# Andreas Osiander
Andreas Osiander (19. december 1498 i Gunzenhausen – 17. oktober 1552 i Königsberg) var en tysk luthersk teolog.
Osiander blev 1522 den første
evangeliske præst ved Lorenz-Kirken i
Nürnberg og indtog her en anset stilling. Da han
ikke vilde føje sig efter det augsburgske
interim, måtte han 1548 forlade byen og blev
1549 præst og professor i Königsberg. Her udbrød
den heftige »Osiandriske Strid« om retfærdiggørelsen, idet Osiander i nogle skrifter i 1550 med stor
iver forfægtede den anskuelse, at
retfærdiggørelsen ikke skulde betragtes som en
domshandling fra Gud, men som en meddelelse
af en habituel retfærdighed i kraft af den
mystiske forening med Kristus. Der opstod nu
en saare heftig teologisk Polemik; O., som
havde den preussiske Hertugs Støtte, døde
allerede et Par Aar efter Stridens Udbrud, men
hans Tilhængere beholdt Overhaand i Preussen
indtil 1566, da den vigtigste af dem, Funck, blev
henrettet som Landsforræder, og den lutherske
Læres Renhed atter genoprettet.